# 潘宮籌墓
潘宮籌墓為士林及芝山岩附近的漳州漳浦潘氏開台始祖潘滿興之孫潘宮籌的墳墓，位於台北士林石角的石角山上，依山而建，位置呈現風水中的「烘爐穴」，上書許多文人雅士的詩文，由其後代組成「潘元記祭祀公業」負責管理。1999年12月31日列入台北市的直轄市定古蹟。2001年臺北市政府文化局補助70萬台幣，由建築師漢寶德主持潘宮籌墓修護計畫。

## 士林潘家

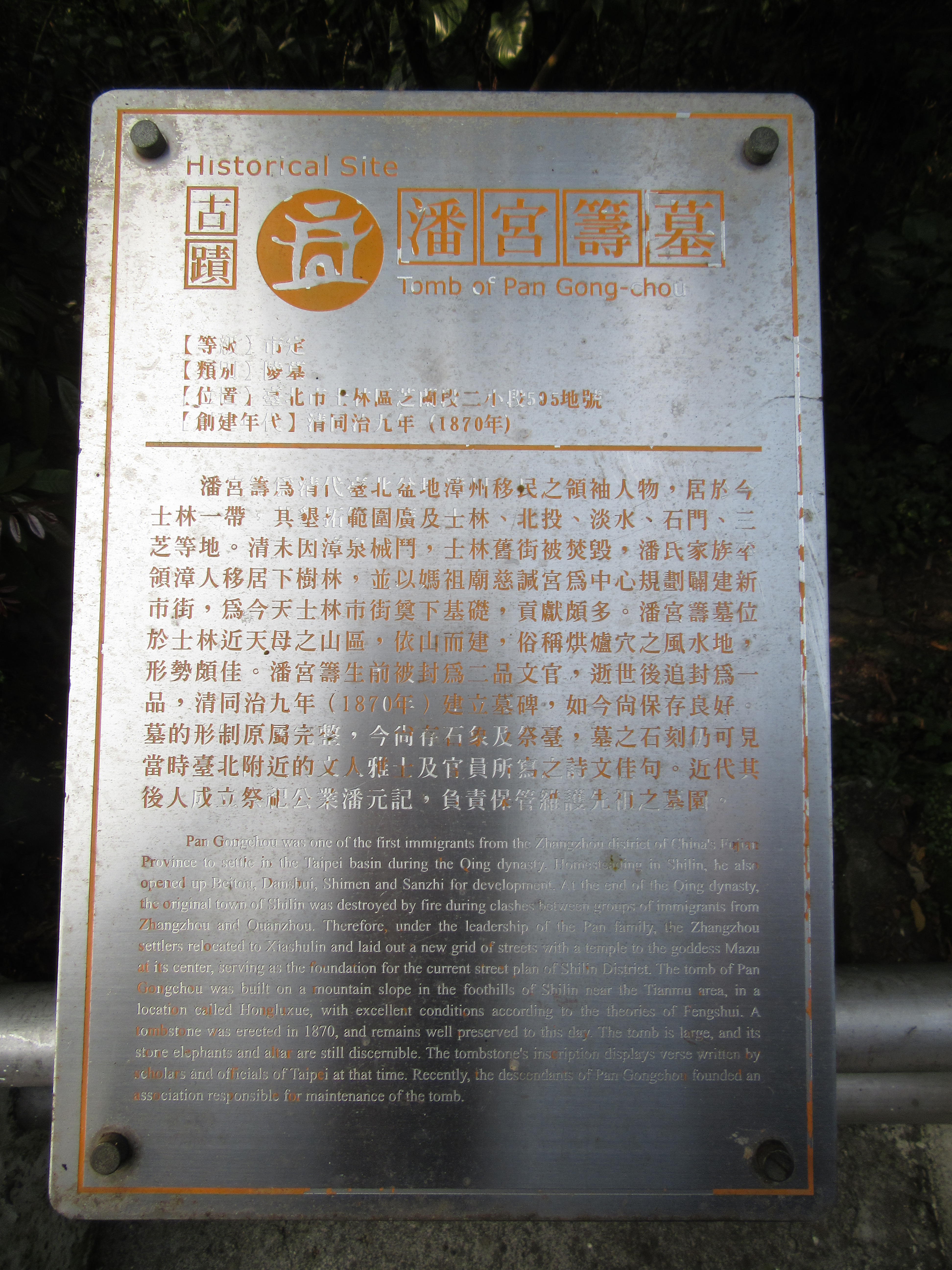
潘宮籌墓解說牌

潘家最早的渡台始祖為潘光義，在雍正、乾隆時期兩次來台開墾，潘光義為閩南漳浦潘氏石橋支系第十四世，潘光義渡海來台時居於桃園八塊庄，潘光義之四子潘董生遷居於唭哩岸（今石牌），並開拓今士林、石門、北投、三芝、淡水一代，為士林潘氏之祖，潘董生的長子潘宮籌遷居於芝蘭街並大力結交地方仕紳結交人士，如與板橋林家合作造林、樟腦、種茶等事業，潘宮籌之子潘永清大力捐資建造義塾推廣學風、七度建修芝山巖惠濟宮與其他建設、調停泉漳械鬥。士林潘家靠捐資、蓋建設、結交仕紳官宦等事蹟步入仕紳階層。

## 潘宮籌生平
潘宮籌，字運謀，號策宸，別號竹壽，生於1794年（乾隆五十九年）9月8日，卒於1856年（咸豐六年）1月16日。潘宮籌為潘董生之長子，妻子是郭淑寶（名瓊娘，1800年—1836年6月）生了二個兒子潘永清與潘景清，另外還有二個女兒，郭淑寶過世後潘宮籌再娶呂順堃（1816年—1909年）生四個兒子潘秉清、潘鼎清、潘盛清、潘成清、潘慶清、潘應清。其孫子潘光楷為士林庄庄長，獲頒紳章。
潘宮籌以教學為職業，並教導其後代，潘永清為其中最有成就者，並建設義塾，士林潘家因此由農轉儒，並得以結交許多文人雅士。
軍功議敘九品職銜敕封登仕佐郎，碑文記載潘宮籌封贈四次官至通奉大夫，根據清代官制，當家族有人封贈官爵時可將其封贈官爵加於父母身上，潘宮籌由九品官階封贈至二品官階可以見得子嗣當官者甚。其兒子潘永清、潘景清、潘盛清皆為貢生，潘應清為同治乙亥恩科舉人。

## 墓葬

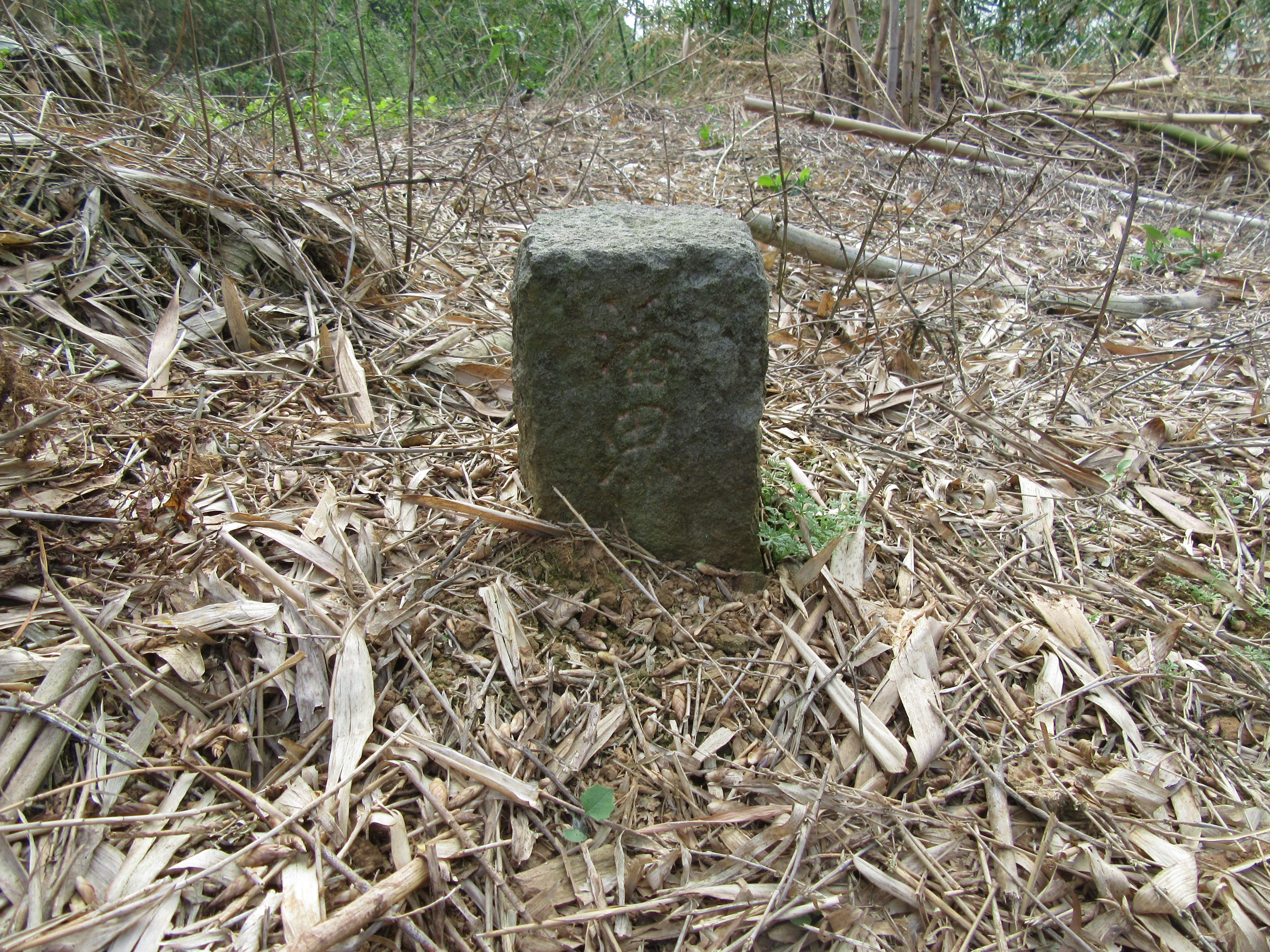
位於潘宮籌墓附近的「潘界」界址碑

潘宮籌卒於1856年，原本埋葬於大屯山麓，當時正處於漳泉械鬥時期，潘宮籌墓遭到泉州人佔領，家族請知府洪毓琛調解，得以歸還棺木，潘永清便與泉州人李起疇調停十年的漳泉械鬥，在1862年暫時葬於大道庭山，1870年2月8日在林國華的幫助下葬於鴻臚山，有許多與潘家有交流的文人雅士及官員所提詩文。
現在的潘宮籌墓建於1870年（同治九年），格局為二曲手式，墓碑為花崗岩材質，墓手為花崗石和觀音石砌造，曲手由高而低，依次有石印、石筆左右對稱，曲手之間有一對南瓜柱。墓碑前有石貢桌，地上鋪有一般墓園少見的大塊尺磚。在望柱、石筆及曲手上有許多詩文。附近有一個「潘界」的界址碑，現在由潘家後代組成「潘元記祭祀公業」負責保管維護。

### 碑文與詩文

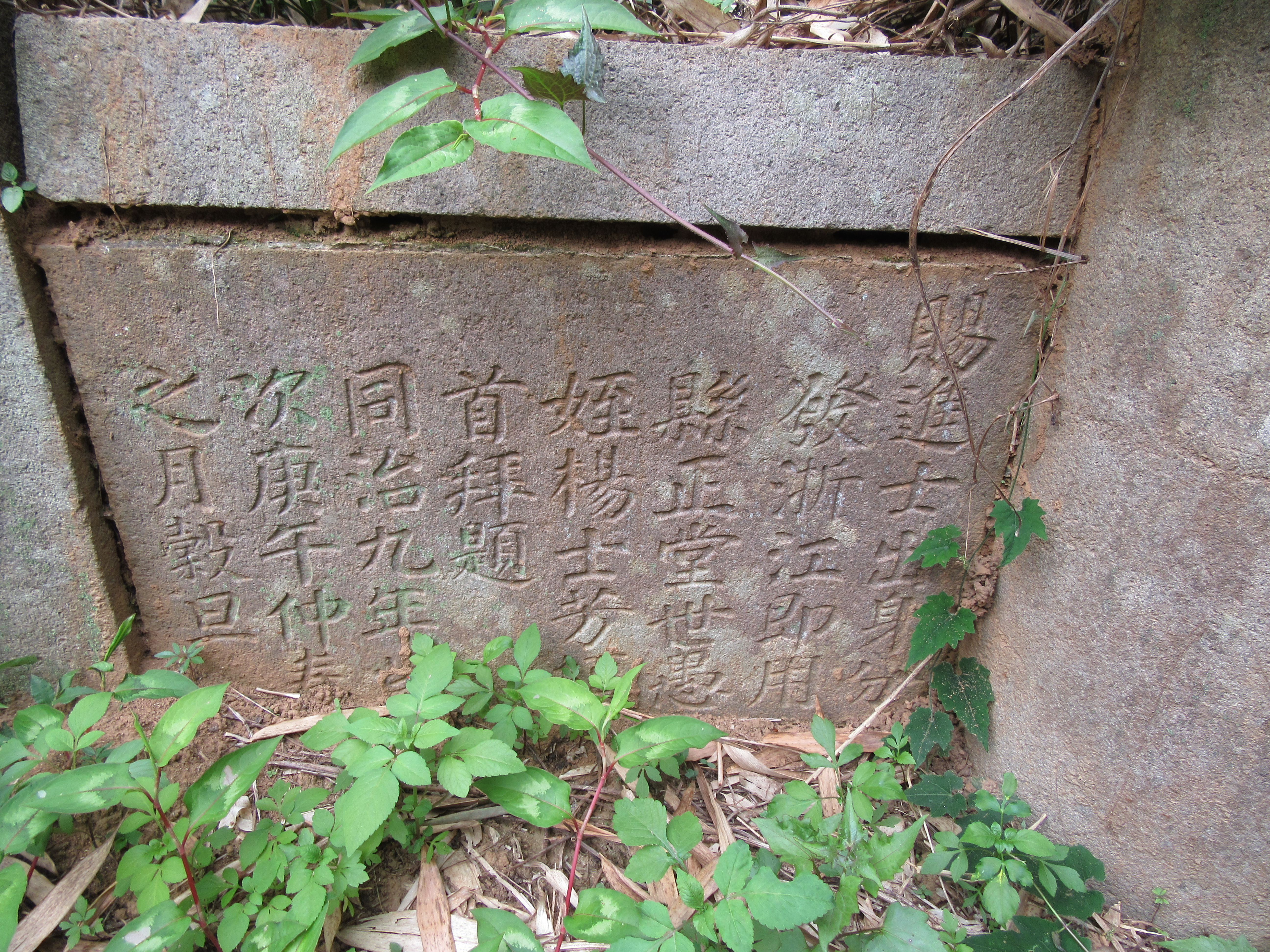
墓刻文字上可見楊士芳的題詞

潘宮籌墓於1870年重新下葬時有許多文人雅士提起賀詞，參予的人有：
| 人物   | 關係與職位                 | 備註                                  |
| ------ | -------------------------- | ------------------------------------- |
| 陳霞林 | 內閣中書、大稻埕紳士       | 墓刻上稱潘宮籌為「親家大人」          |
| 林維源 | 板橋林家家主               | 墓刻上自稱「受業門生」                |
| 陳蒸   | 臺灣府通判、漳州人的領袖   | 寫於同一面墓手上                      |
| 黎兆棠 | 臺灣道                     | 寫於同一面墓手上                      |
| 楊士芳 | 宜蘭参事、紳士             | 墓刻上自稱「受業門生」                |
| 楊浚   | 內閣中書                   | 寫於同一面墓手上                      |
| 陳香根 | 同知                       | 寫於同一面墓手上                      |
| 黃玉柱 | 賀縣知縣，黃彥鴻之父       | 寫於同一面墓手上 皆自稱「受業門生」   |
| 詹正南 | 宜蘭紳士                   | 寫於同一面墓手上 皆自稱「受業門生」   |
| 潘霨   | 巡撫                       | 互稱同譜與同族 寫於同一面墓手上       |
| 潘祖蔭 | 戶部侍郎、大理寺卿         | 互稱同譜與同族 寫於同一面墓手上       |
| 潘鼎新 | 廣西巡撫                   | 互稱同譜與同族 寫於同一面墓手上       |
| 潘鼎立 | 總兵                       | 互稱同譜與同族 寫於同一面墓手上       |
| 莊正   | 林維源的妹婿，大觀義學校長 | 拜潘宮籌為師 墓刻上描述此墓的風水堪輿 |
| 羅曾均 | 福建省補用知縣             | 墓刻上描述此墓的遷葬等事              |

這些墓刻文字均為當時的親友、官宦、仕紳銘刻，潘宮籌的學生亦有望族和仕紳。可見潘家當時的社會關係和地位。

### 遷葬
根據羅曾均於墓刻上記載，潘宮籌卒於1856年，原葬於大屯山麓，可能為潘家祖墳的唭哩岸或北投行義路一帶，潘宮籌的神主牌紀錄是原葬於大道庭山後遷葬於鴻臚山，墓刻上寫原本葬於大屯山麓暫時安葬，可能是怕械鬥波及先人墓葬而先葬於大屯山麓，安葬而不立碑，如同林平侯墓。因為風水而在六年後的1862年遷葬到大道亭山，也可能是因為漳泉械鬥時遭泉州人佔領，潘家請知府洪毓琛調解，得以歸還棺木重新葬於大道亭山，1862年時正逢戴潮春事件大道亭山應為暫時安葬才會有後面牽墓的行為。

### 風水
潘家篤信風水，在《我家家史》亦有許多潘家建築與風水有關的描述，在墓碑上有「山人王脩德」等字眼，這在台灣墓葬上少數會將堪輿師的名子紀錄在墓碑上。王脩德為江西安府吉水縣人，該地以堪輿師聞名，潘家祖籍福建亦有改葬等風水習俗。
潘宮籌的學生同時也是林維源的妹婿莊正於墓刻文字上記載此墓的風水，潘宮籌墓的穴位為「烘爐穴」，鴻臚山可能是該山山勢穴位而命名的，根據神主牌的記載與莊正的墓刻文字描述，潘宮籌墓的風水位置有「鼎」、「甲」、「傳臚」、「三元及第」的意思。